# Masdevallia dynastes
Masdevallia dynastes är en orkidéart som beskrevs av Carlyle August Luer. Masdevallia dynastes ingår i släktet Masdevallia och familjen orkidéer.
Artens utbredningsområde är Ecuador. Inga underarter finns listade i Catalogue of Life.

## Bildgalleri

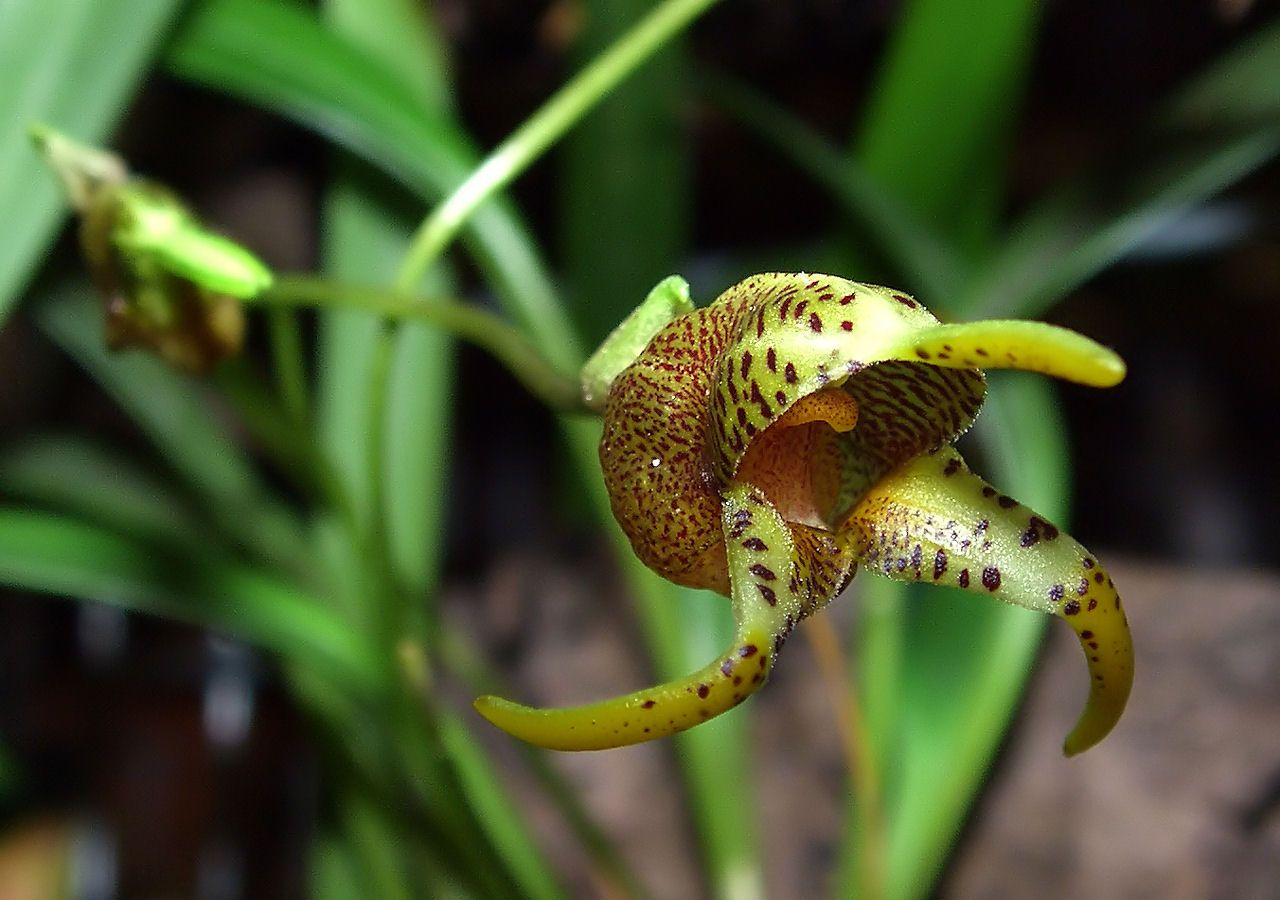